# Kriegerdenkmal (Wilgartswiesen)
Das Kriegerdenkmal in Wilgartswiesen ist ein denkmalgeschütztes Bauwerk.

## Lage
Das Bauwerk befindet sich in der örtlichen Bahnhofstraße in unmittelbarer Nähe der Protestantischen Kirche. Unmittelbar südlich verläuft die Bahnstrecke Landau–Rohrbach; dort befindet sich außerdem der Westkopf des Bahnhof Wilgartswiesen.

## Geschichte
Das Kriegerdenkmal entstand 1938 und gedenkt der Gefallenen des Ersten Weltkriegs.

## Beschreibung

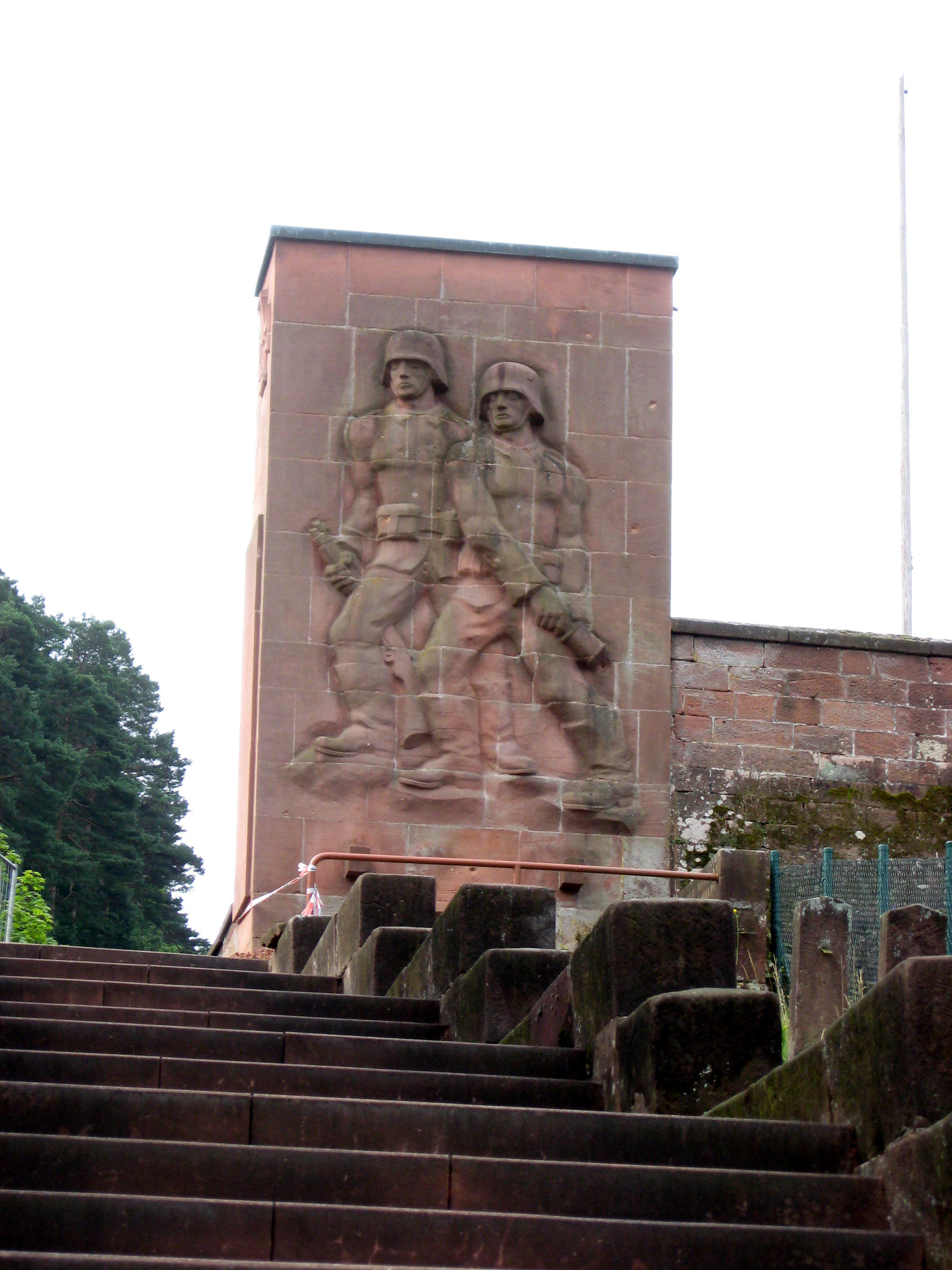
Die dem Ort zugewandte Seite

Das Monument in Wilgartswiesen stellt auf der dem Ort zugewandten Seite zwei Soldaten dar, einer mit Gewehr, der andere mit Handgranate, relativ dynamisch und aus der Fläche hervortretend. Der heutige Text lautet schlicht: »DIE GEMEINDE WILGARTSWIESEN IHREN GEFALLENEN SÖHNEN. 1938«.
Auf der der Kirche zugewandten Seite zeigt es die klassische arische Bauern-Gefährtin: Mit festem Händedruck und offenem Blick verabschiedet sie ihren mit der Fahne und gerüstet – Helm, Uniform – davonziehenden Gefährten, während sie beim Pflug zurückbleibt. Dies verdeutlicht die den Frauen durch den Krieg aufgebürdete Last: die des „Ernährers“, üblicherweise letztendlich dem Mann zugeordnet.

## Typologie
Das Denkmal ist dem Typus des „Heldenhaften“ zuzuordnen, der oft weit ins Mythische überhöhte Krieger, charakterisiert durch manchmal auf kriegerische Attribute – Helm, Schwert – reduzierte Kleidung, begleitet von bäumendem Pferd oder sich verabschiedend von Gefährtin und bäuerlichem Leben. Varianten sind die in Pilaster integrierten „Helden“ der Nachbardenkmäler in Dietrichingen, Mauschbach und Hornbach. Diese drei Monumente sind besonders auffallend in der gemeinsamen Umsetzung der Vorstellung vom „heldischen Krieger“.